# Keratoisis wrighti
Keratoisis wrighti is een zachte koraalsoort uit de familie Isididae. De koraalsoort komt uit het geslacht Keratoisis. Keratoisis wrighti werd in 1910 voor het eerst wetenschappelijk beschreven door Nutting. 